# UZ-Baureihe EJ 675
Die Baureihe EJ 675 ist eine vom ukrainischen Eisenbahnverkehrsunternehmen Ukrsalisnyzja beschaffte Version des Zuges der ČD-Baureihe 471, die speziell im Schnellzugverkehr auf mit 3 kV Gleichspannung und 25 kV Wechselspannung bei 50 Hz eingesetzt wird. Gegenüber der Ursprungsvariante wurden die Züge als sechsteilige Einheiten mit zwei Trieb- und vier Beiwagen beschafft. Die Bezeichnung kommt aus der tschechischen Sprache und bedeutet Elektrická Jednotka (Elektrische Einheit), Typ 675.

## Geschichte

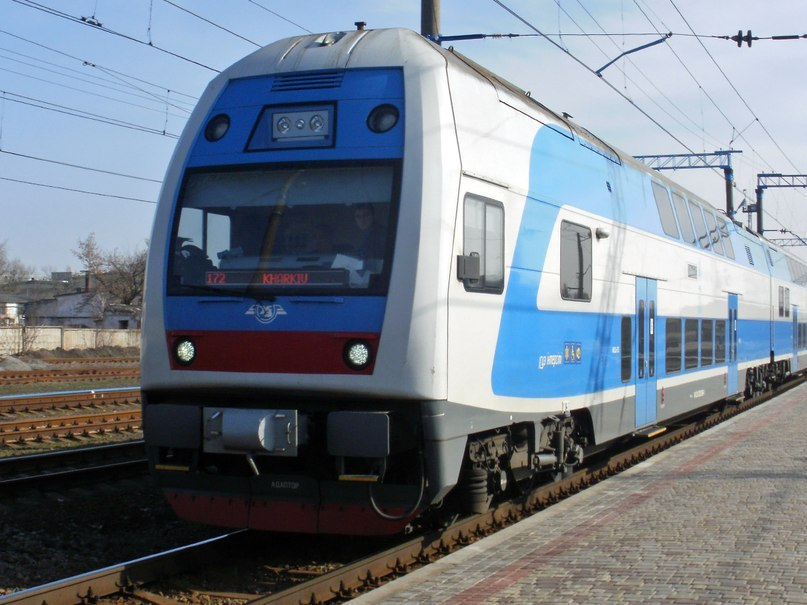
EJ 675 (alte Lackierung)

Zwei Elektrozüge der Serie wurden 2012 in Vorbereitung auf die Fußball-Europameisterschaft 2012 beschafft. Die Züge waren für den Vorortverkehr im Raum Kiew gedacht. Am 12. Januar 2011 wurde der Vertrag über die Beschaffung mit Škoda Vagonka unterzeichnet, der Wert der zwei Elektrozüge betrug 39,9 Mio. €. Das Ministerium der Infrastruktur der Ukraine hatte eine Option des Kaufes von 50 bis 60 Zügen bei Škoda Vagonka vorgesehen.
Im März 2012 durchlief der erste Zug die Prüfung auf dem Eisenbahnversuchsring Velim. Am 13. März 2012 wurde der Zug in Tschechien an die Delegation der Ukrsalisnyzja im Beisein des Vize-Premiers der Ukraine, des Ministers der Infrastruktur Boris Wiktorwitsch Kolesnikow übergeben.
Am 25. März 2012 kam der Zug in Charkiw Sortirowotschnoj bei der Piwdenna Salisnyzja an. Er wurde von Tschechien in die Ukraine ausschließlich über Bahnstrecken über Tschop, Lwiw und Kiew überführt. Dabei mussten unterschiedliche Spurweiten überwunden werden. Die Inbetriebsetzungs- und Einrichtungsarbeiten des Zuges wurden im Bahnhof Charkiw Sortirowotschnoj unter Gleichspannung und auf dem Abschnitt Ogulzui – Kolomak im Wechselspannungsnetz durchgeführt. Die Inbetriebsetzung wurde in den Abschnitten Losowa – Slowjansk im Gleichstrombereich und im Abschnitt um Baryschiwka im Wechselstrombereich vollzogen.

## Technische Beschreibung
Technisch basieren die Einheiten auf der ČD-Baureihe 471, angepasst an die Bedürfnisse der Ukrsalisnyzja. Vorgesehen waren sie für elektrifizierte Eisenbahnstrecken mit 3 kV Gleich- sowie 25 kV Wechselspannung, einer Spurweite von 1520 mm und mit Geschwindigkeiten bis 160 km/h.
Ein Zug bietet 623 Sitzplätze, die der ersten Klasse (46 Sitzplätze) liegen im Obergeschoss der Endwagen. Für Reisende mit eingeschränkten körperlichen Möglichkeiten gibt es gesonderte Plätze, dazu vier Hubbühnen für Rollstühle und spezielle sanitäre Anlagen.

## Betrieb
Die Züge wurden von Mai bis Oktober 2012 auf den Abschnitten Charkiw – Donezk – Mariupol – Donezk – Dnipropetrowsk – Charkiw und Charkiw – Dnipropetrowsk – Donezk – Luhansk – Donezk – Charkiw eingesetzt.
Zuerst verkehrten sie auf den Strecken Charkiw / Donezk – Simferopol und nach 2014 auf den Strecken Kiew – Charkiw / Ternopil. Sie waren von 2018 bis 2021 bzw. 2022 wegen technischer Störungen abgestellt.
Seit Dezember 2021 ist einer nach Generalüberholung wieder im Fernverkehr zwischen Kiew und Lwiw unterwegs. Der zweite Triebzug wurde im April 2022 ebenfalls wieder in den Dienst gestellt.

## Bezeichnung der Serie und Wagen
Die Bezeichnung EJ 675 wurde für die gesamte Serie vergeben und an den Wagen nicht angeschrieben. Die erste Zahl der Ziffernfolge bezeichnet den Fahrzeugtyp hinsichtlich der Ausrüstung der Strombereiche (Gleich-/Wechselstrom), die zweite und dritte Ziffer geben die Spurweite von 1520 mm an. Vom Hersteller wurden die Motorwagen als 225 und die Beiwagen als 227 bezeichnet. Betrieblich wurden die Motorwagen als 225 und die Beiwagen als 226 und 227 bezeichnet.